# Azusa Kobayashi
 (mai 2014).
Si vous disposez d'ouvrages ou d'articles de référence ou si vous connaissez des sites web de qualité traitant du thème abordé ici, merci de compléter l'article en donnant les références utiles à sa vérifiabilité et en les liant à la section « Notes et références ».
Azusa Kobayashi (小林梓, Kobayashi Azusa) née le 30 janvier 1977 est une chanteuse et mannequin cosplayeuse japonaise, ayant fait partie du groupe féminin Country Musume à la fin des années 1990 dans le cadre du Hello! Project.
En parallèle avec ses activités du cosplay, elle est aujourd'hui chanteuse soliste et productrice de divers groupes de musiques.

## Biographie
Elle débute en mars 1999 en tant qu'idole japonaise, sélectionnée dans le cadre de l'émission télévisée Idol o Sagase comme membre et leader du groupe de J-pop Country Musume, au sein du Hello! Project. Elle quitte pourtant le groupe et le H!P peu après, le 13 août de cette même année, après un seul single paru, à ses dires choquée à la suite du décès accidentel de sa collègue Hiromi Yanagihara le mois précédent. Cependant, des photos de charme d'elle prise auparavant sous le pseudonyme Hiromi Morita sont publiées peu après, image incompatible avec une carrière d'idol du H!P, pouvant expliquer son départ soudain.
Elle prend l'année suivante le pseudonyme Karin Hayashi (林華鈴), probablement pour des raisons contractuelles avec son ancienne agence d'artiste, et commence une carrière de mannequin spécialisée dans les costumes de cosplay, apparaissant dans des magazines, livres de photos et DVD spécialisés, ainsi que dans des émissions à la télévision et à la radio. Elle reprend finalement son vrai nom en 2008.
En 2013, Kobayashi fait ses débuts en solo avec un mini album intitulé Distance.
Elle commence également à produire son premier groupe, PalmSugar.
Un an plus tard, elle sort son deuxième mini-album solo, et devient productrice du groupe d'idoles AISHING FAIRY. Elle produit également un autre groupe appelé Mysterious Roses, dont elle est l'un des membres.

## Discographie avec Country Musume
Single
- 23 juillet 1999 - Futari no Hokkaidō (二人の北海道)

## Discographie en solo

### Albums
Mini-albums

### Singles
Singles
1. 10 juillet 2015 - Tear drop
2. 30 janvier 2016 - Inner Heart
3. 13 mai 2016 - Mōsō Prologue (妄想プロローグ?)

Single "Event"
- 18 novembre 2015 - My daughter